# دوبسون
دوبسون dobsun هي وحدة قياس طبقة الأوزون، وهي عبارة عن عدد جزيئات الاوزون الحر اللازم لتكوين طبقة اوزون سمكها 0.01 ملليمتر من هذا الغاز عند درجة حرارة صفر مئوي و ضغط جوي واحد.